# Copenhagen Masters 2015
Das Copenhagen Masters 2015 im Badminton war die 23. Auflage dieser Turnierserie. Es fand vom 27. bis zum 28. Dezember 2015 in Kopenhagen statt.

## Sieger und Platzierte
| Disziplin    | Gold                                        | Silber                                          | Bronze                                   |
| ------------ | ------------------------------------------- | ----------------------------------------------- | ---------------------------------------- |
| Herreneinzel | Viktor Axelsen                              | Anders Antonsen                                 | R. M. V. Gurusaidutt                     |
| Herreneinzel | Viktor Axelsen                              | Anders Antonsen                                 | Sai Praneeth Bhamidipati                 |
| Dameneinzel  | Line Kjærsfeldt                             | P. V. Sindhu                                    | -                                        |
| Herrendoppel | Mathias Boe Carsten Mogensen                | Wahyu Nayaka Ade Yusuf                          | Mads Pieler Kolding Mads Conrad-Petersen |
| Herrendoppel | Mathias Boe Carsten Mogensen                | Wahyu Nayaka Ade Yusuf                          | Hoon Thien How Lim Khim Wah              |
| Damendoppel  | Christinna Pedersen Kamilla Rytter Juhl     | Ni Ketut Mahadewi Istarani Anggia Shitta Awanda | -                                        |
| Mixed        | Joachim Fischer Nielsen Christinna Pedersen | Carsten Mogensen Kamilla Rytter Juhl            | Ronan Labar Émilie Lefel                 |
| Mixed        | Joachim Fischer Nielsen Christinna Pedersen | Carsten Mogensen Kamilla Rytter Juhl            | Ronald Alexander Melati Daeva Oktavianti |